# Nephrotoma pallidapex
Nephrotoma pallidapex är en tvåvingeart som beskrevs av Alexander 1938. Nephrotoma pallidapex ingår i släktet Nephrotoma och familjen storharkrankar. Inga underarter finns listade i Catalogue of Life.